# سد شاتکی

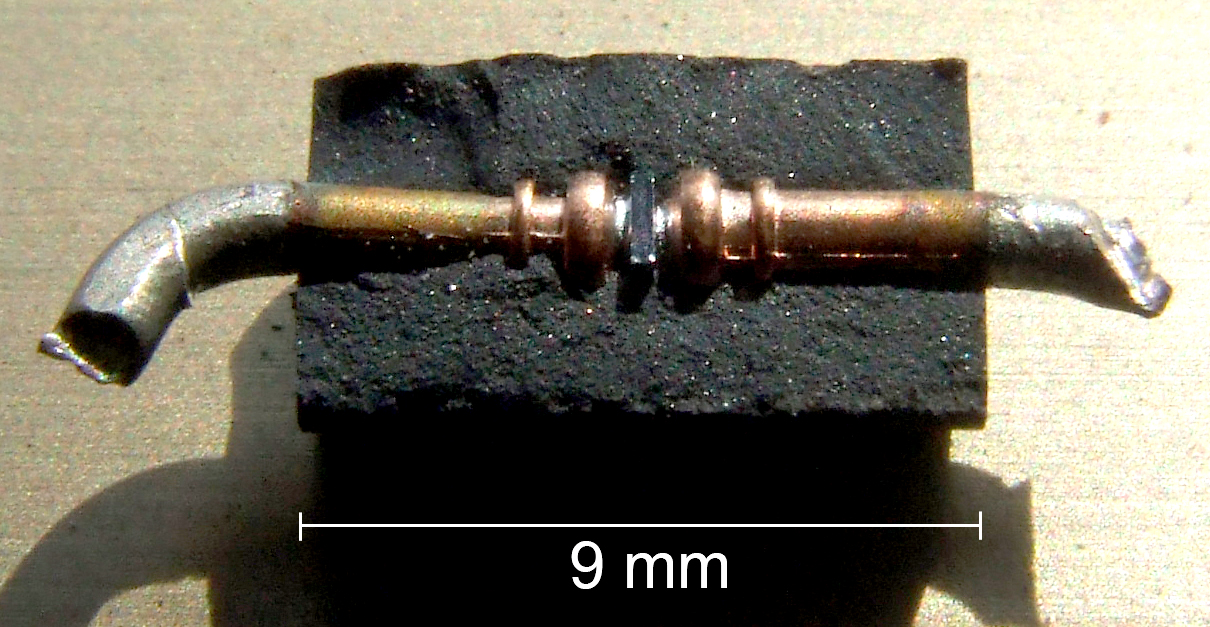
دیود شاتکی 1N5822 با بسته‌بندی برش خورده. سیلیکون نیم‌رسانا (مرکز) سد شاتکی در برابر یکی از الکترودهای فلزی، و اتصال اهمی در برابر الکترود دیگر است.

نمودار نواری برای سد شاتکی نیم‌رسانای نوع N در بایاس صفر (تعادل) با تعریف گرافیکی از ارتفاع سَد شاتکی، Φ_{B}، به عنوان تفاوت بین لبه باند هدایت بین سطح‌مشترک E_{C} و تراز فرمی E _{F}. [برای سد شاتکی نوع پی، Φ_{B} اختلاف بین E_{F} و لبه باند ظرفیت E_{V} '

سَد شاتکی، به نام والتر اچ شاتکی، یک سد انرژی بالقوه برای الکترون‌های تشکیل شده در یک پیوند فلز-نیم‌رسانا است. سد شاتکی دارای ویژگی‌های یکسوسازی، مناسب برای استفاده به عنوان دیود است. یکی از خصوصیات اصلی سد شاتکی، ارتفاع سد شاتکی است که با ΦB نشان داده می‌شود (شکل را ببینید). مقدار ΦB به ترکیب فلز و نیم‌رسانا بستگی دارد.
همه پیوندهای فلز-نیم‌رسانا سد شاتکی یکسوسازی نیستند. یک پیوند فلز-نیم‌رسانا که جریان را در هر دو جهت بدون یکسوسازی هدایت می‌کند، شاید به دلیل کم بودن سد شاتکی، یک اتصال اهمی نامیده می‌شود.